# Juncus venturianus
Juncus venturianus là một loài thực vật có hoa trong họ Juncaceae. Loài này được Castillón mô tả khoa học đầu tiên năm 1926.